# Hunsrück

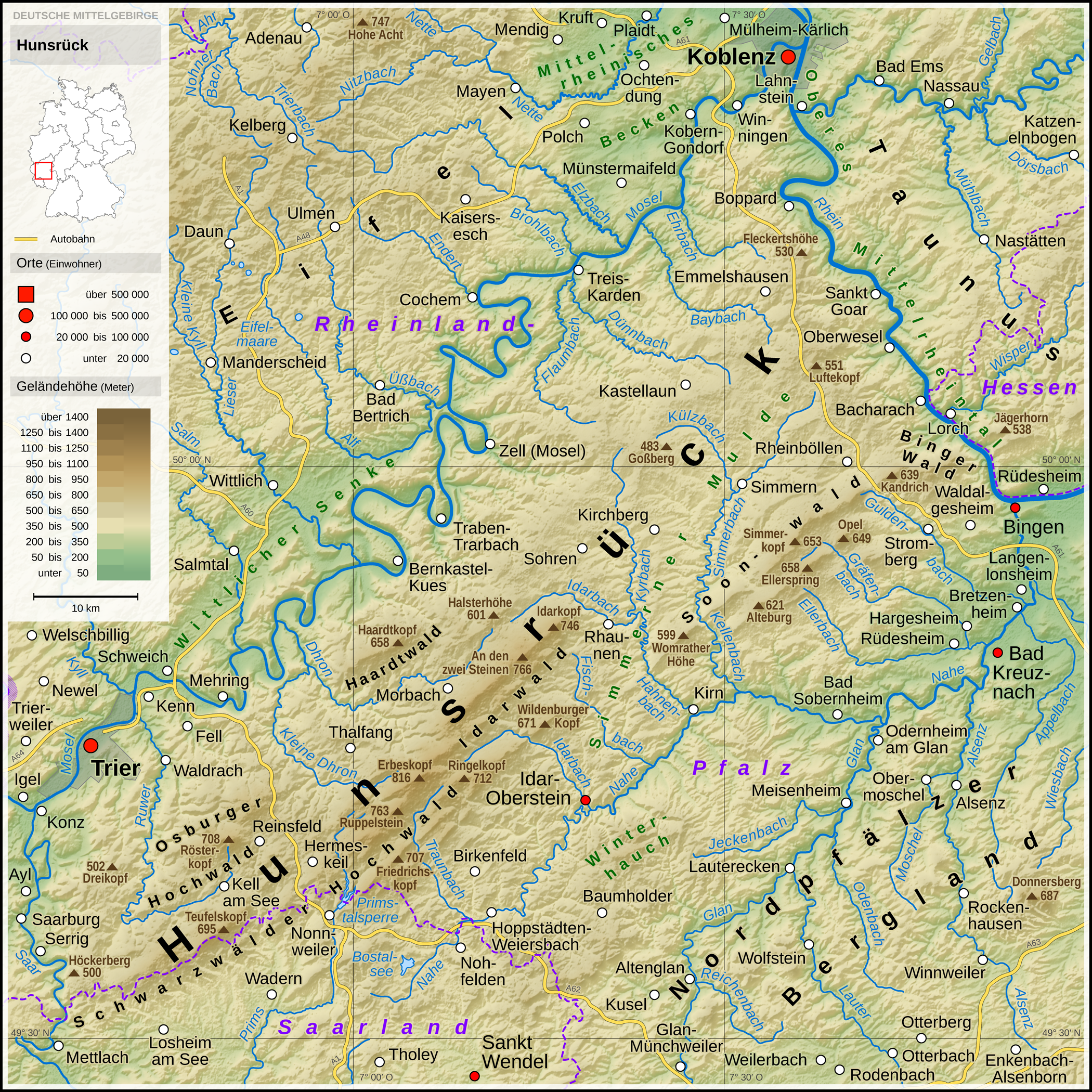
Mapa indicando a região do Hunsrück, no sudoeste da Alemanha.

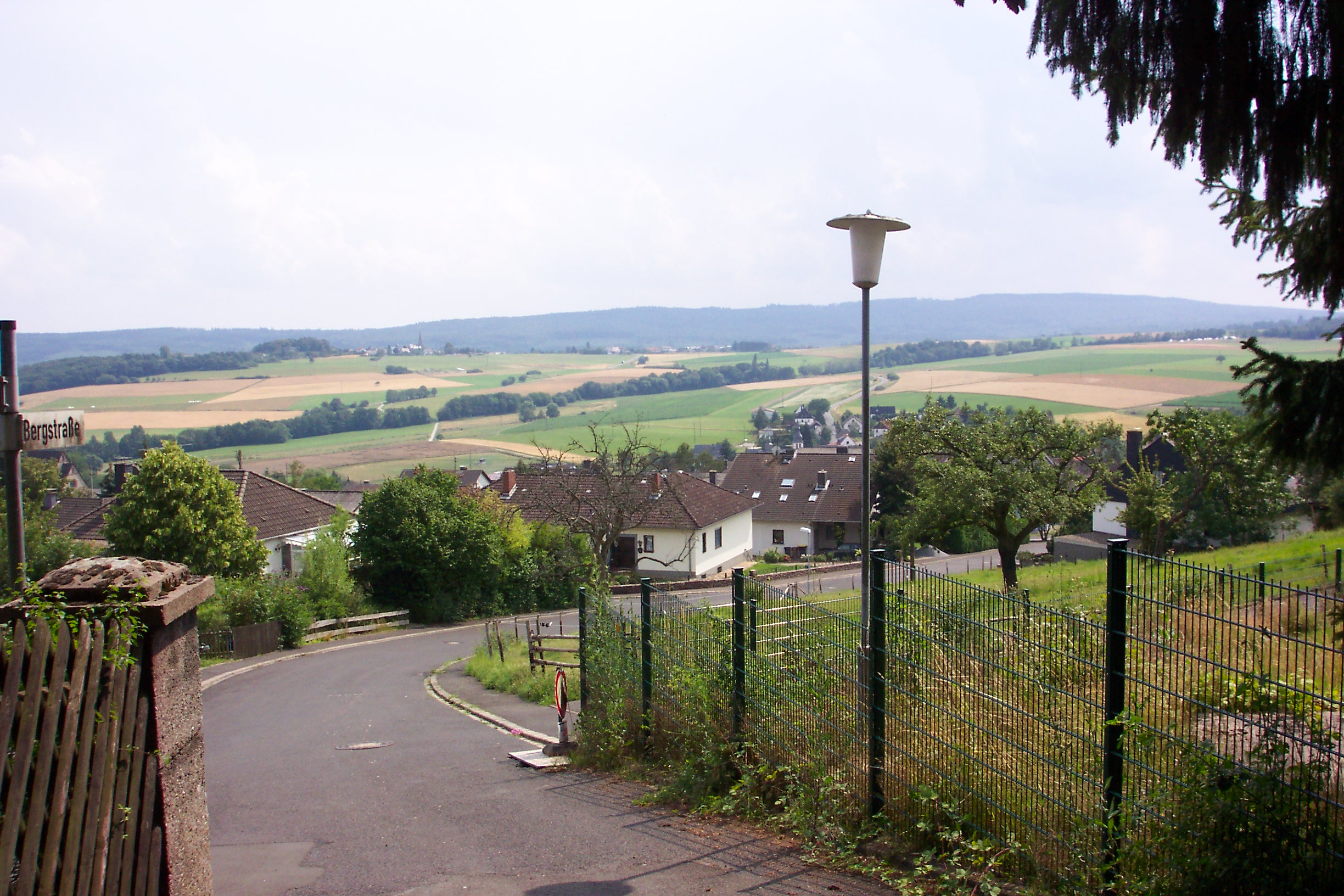
Uma vista típica do Hunsrück rural.

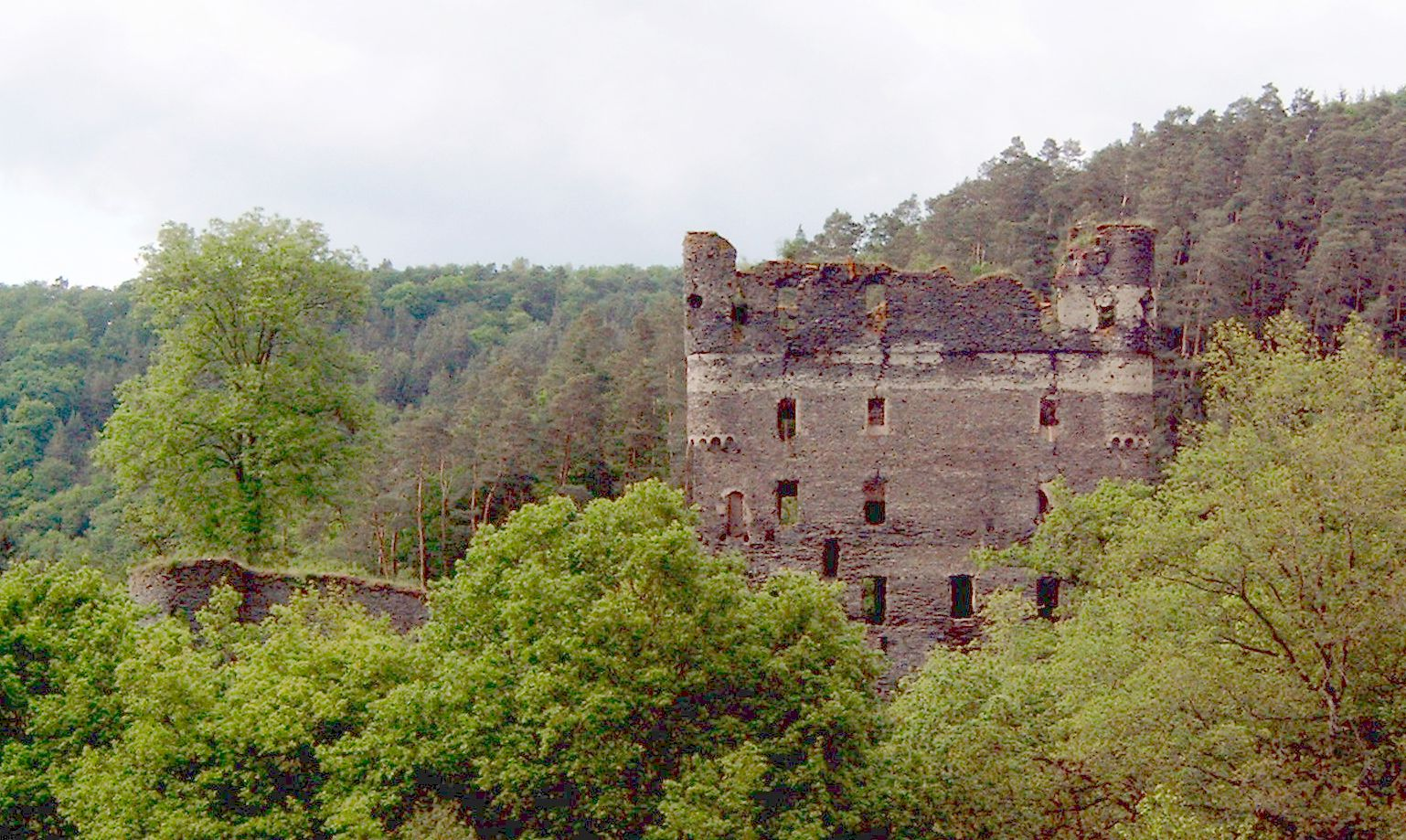
Ruinas do Burg Balduinseck, entre Mastershausen e Buch.

O Hunsrück é uma serra de montanhas baixas, localizada no estado da Renânia-Palatinado, no sudoeste da Alemanha. É cercado pelos vales do rio Moselle, ao norte, do rio Nahe, ao sul, e do Rio Reno, ao leste. 
Muitos de seus montes não passam de 400 metros de altura. Porém, há vários picos notadamente mais elevados na serra do Hunsrück, cada qual possuindo nome próprio. Por exemplo, o monte (Schwarzwälder) Hochwald, o pico Idarwald, o Soonwald, e o Binger Wald. O mais elevado de todos é o pico Erbeskopf, de 816 metros de altura.
Algumas das cidades mais conhecidas da região serrana do Hunsrück são Simmern (oficialmente Simmern/Hunsrück), Kirchberg, Idar-Oberstein, Kastellaun, e Morbach. 
O aeroporto de Frankfurt-Hahn Airport também está localizado na região do Hunsrück e contribui em muito à economia regional.
O clima do Hunsrück caracteriza-se, sobretudo, por ser bastante chuvoso. 
A região também é conhecida por suas minas de ardósia.
A célebre trilogia Heimat (para televisão), produzida na década de 80, e dirigida por Edgar Reitz, examina a vida de um vilarejo fictício, do século XX, localizado na serra do Hunsrück. 
A migração de habitantes do Hunsrück – e de regiões vizinhas – para o sul do Brasil, nas duas últimas centenas de anos, contribuiu muito para a formação sociocultural dos estados de Santa Catarina e Rio Grande do Sul. Variantes de seus dialetos regionais – também ainda falados correntemente na Alemanha – continuam sendo praticados em diversas regiões, tanto rurais como urbanas, no Brasil meridional.
Edgar Reitz dirigiu um filme sobre a imigração de alemães do Hunsrück para o Brasil, em 2013: Die andere Heimat – Chronik einer Sehnsucht ("A outra pátria - Crônica de uma saudade") 
Na Alemanha de hoje, a maioria dos falantes do Hunsrückisch é bilingue: pratica o dialeto ancestral nos lares e ao ar livre mas lê e estuda em Hochdeutsch, outro dialeto com gramática formalmente mais organizada, que veio a se tornar oficial em toda a Alemanha. Na época das emigrações, entretanto, poucos eram os agricultores – a maioria dos viajantes – letrados em Hochdeutsch. Levaram para o Sul brasileiro, com raras  e notáveis exceções - atribuíveis a professores e profissionais mais graduados que também emigraram -, apenas seus falares locais.